# روتیوب
روتیوب پلتفرم پخش ویدئوی متعلق به روسیه است که شامل مجموعه‌ای از فیلم‌ها، سریال‌ها، پویانمایی‌ها، نمایش‌ها و پخش‌زنده‌های مجوزدار است. این سایت همچنین از وبلاگ‌ها، پادکست‌ها، پخش‌زندهٔ بازی‌ها و محتوای آموزشی میزبانی می‌کند.

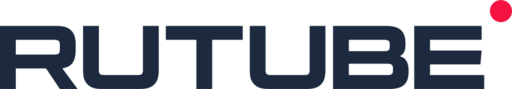
نشان‌وارهٔ رسمی پلتفرم روسی روتیوب - ۲۰۲۲

روتیوب چه از حیث ساختار مجازی و چه مفهومی تا حد زیادی شبیه به یوتیوب است. در این راستا تا حد زیادی همان محتوای سرگرم‌کننده‌ای را که در یوتیوب مشاهده می‌شود، می‌توان در شبکه اجتماعی روتیوب نیز مشاهده کرد.
روتیوب بر بستر وب، اندروید، آی‌اواس و تلویزیون‌های هوشمند قابل‌اجراست. این سرویس در دوران اوج خود در سال ۲۰۱۴، ۱۴٫۵ میلیون کاربر داشت که در ۲۰۲۱ به ۳ میلیون نفر کاهش یافت.
البته در ماه مارس ۲۰۲۲، نهاد موسوم به «گازپروم مدیا» (صاحب شبکه اجتماعی روتیوب) اعلام کرد که این سایت یک‌چهارمِ بازدیدکنندگان روسی یوتیوب را به سمت خود جذب کرده‌است (چیزی در حدود ۲۵ میلیون نفر).

## نوع خدمت‌دهی
روتیوب اجازهٔ دسترسی رایگان به محتوا می‌دهد و از تبلیغات درآمدزایی می‌کند.
بارگذاری فیلم در این پلتفرم گاه تا ۲۴ ساعت طول می‌کشد، زیرا همهٔ فیلم‌ها قبل از انتشار باید بررسی شوند تا محتوای غیرمجاز مسدود شود.

## هک‌شدن
در تاریخ ۱۰ مِی ۲۰۲۲ (۲۰ اردیبهشت ۱۴۰۱) گروهی از هکرهای ناشناس به نام «پوک آرکس» (PuckArks) مدعی هک و نابودکردن اطلاعات روتیوب شدند. روتیوب با انتشار بیانیه‌ای هک‌شدن را تأیید اما از بین رفتن اطلاعات را تکذیب نمود.
در نهایت دو روز بعد (۱۲ مِی) روتیوب فعالیت عادی خود را از سرگرفت.

## روابط با دولت روسیه
بر اساس تحقیقات انجام‌شده توسط نهاد موسوم به "روزنامه‌نگاران تحقیقی مستقل روسیه iStories " کرملین منابع مالی قابل توجهی را به شبکهٔ اجتماعی روتیوب از طریق طرف‌های ثالث تزریق کرده‌است (به‌طور خاص در سال ۲۰۲۱ این روند افزایشی بوده‌است). در آپریل سال جاری میلادی، سخنگوی مطبوعاتی کاخ کرملین دیمیتری پسکوف قول داد که روسیه به‌احتمال فراوان سرمایه‌گذاری‌های گسترده‌تری را نیز در شبکهٔ اجتماعی روتیوب انجام خواهد داد.
پس از هک شدن روتیوب در ۱۰ می ۲۰۲۲ آنتون گورلکین، معاون کمیته پارلمانی دومای ایالتی، بر اهمیت محافظت از روتیوب در برابر تلاش‌های هک آتی تأکید کرد. او گفت: «ما به سایت میزبانی ویدئویی ملی قوی خود نیاز داریم.»